# Fredericus van Rossum du Chattel

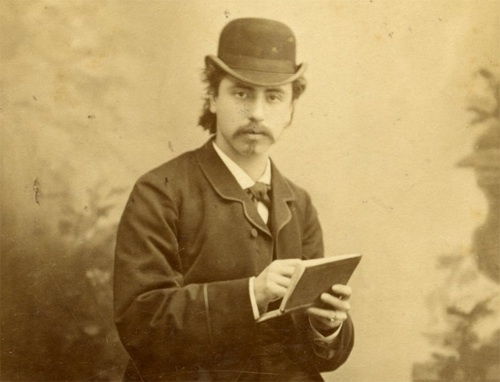
Van Rossum du Chattel (Fotoaufnahme um 1890)

Fredericus Jacobus van Rossum du Chattel (* 10. Februar 1856 in Leiden; † 10. März 1917 in Yokohama) war ein  niederländischer Landschaftsmaler, Radierer und Zeichner der Haager Schule.

## Leben und Werk
Fredericus Jacobus van Rossum du Chattel wurde am 10. Februar 1856 in Leiden geboren, sein Vater Jan Hendrik van Rossum du Chattel war Genremaler. Er besuchte die Kunstschule in Leiden und studierte an der Königlichen Akademie der Bildenden Künste in Den Haag. Kurz darauf trat er die Lehre bei dem Maler Willem Maris an.

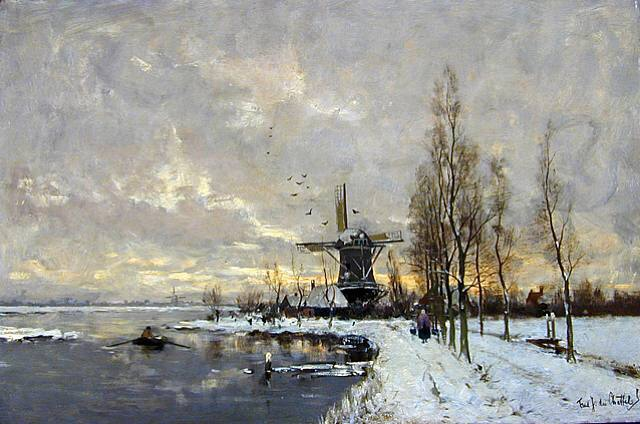
Privatbesitz: Windmühlen in einer schneebedeckten Landschaft

Am Anfang arbeitete er viel in Vreeland, später (von 1887 bis 1908) viel in der Umgebung von Den Haag und Scheveningen.
Er malte ganz im Stil der Haager Schule, mit Einflüssen des Impressionismus. Die Motive waren meist Landschaften am Wasser, ländliche Szenen mit Dörfern, Bauernhöfen und Mühlen, oft aber auch Winterszenen. Er beobachtete die Landschaften sehr genau, daher gelang es ihm, eine sehr persönliche Interpretation in seinen Kunstwerken wiederzugeben.
Van Rossum du Chattel genoss im In- und Ausland Anerkennung. Mehrere seiner Werke wurden ins Ausland verkauft, vor allem in den Vereinigten Staaten wurden seine Werke geschätzt.
Von 1908 bis 1911 und von 1914 bis 1917 machte er Reisen in die ehemalige Niederländisch-Indische Kolonie, wo er indische Landschaften malte. Er besuchte auch die Philippinen.
Auf dem Rückweg seiner letzten Reise starb van Rossum du Chattel am 10. März 1917 an den Folgen eines Unfalls bei einem Zwischenstopp in Yokohama. Dort wurde er auch beerdigt. Sein Nachlass bestand aus etwa 1.500 Kunstwerken (Ölgemälde, Aquarelle und Radierungen).
Mehrere seiner Werke hängen im Gemeentemuseum Den Haag. Das Rijksmuseum Amsterdam besitzt ebenfalls einige seiner Arbeiten.

### Werke (Auswahl)

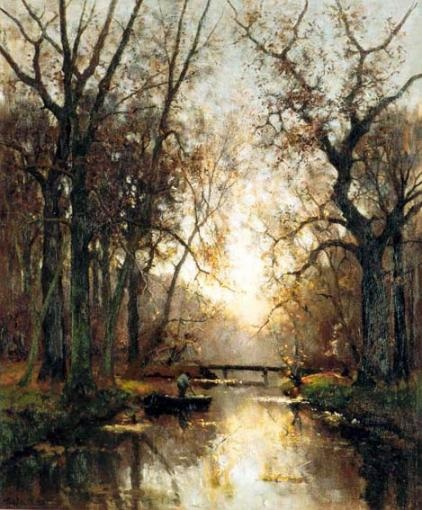
Herbstmittag
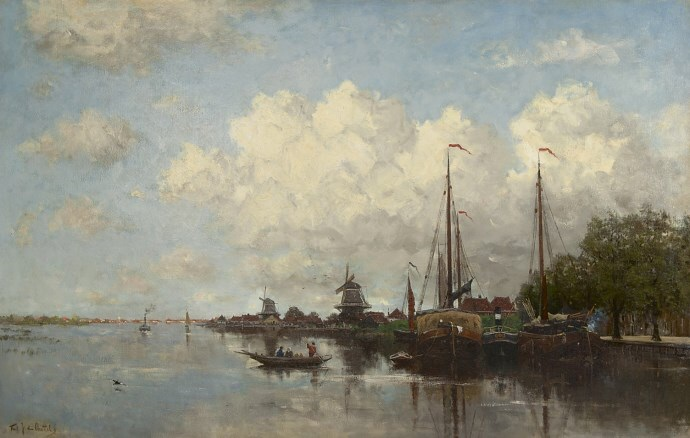
Blick auf die Hafenkante
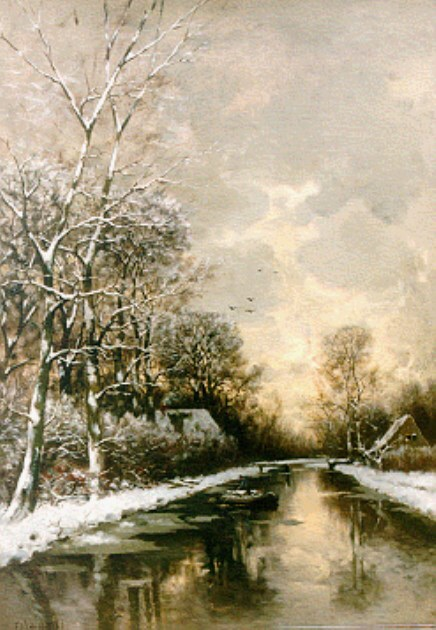
Kanal im Winter
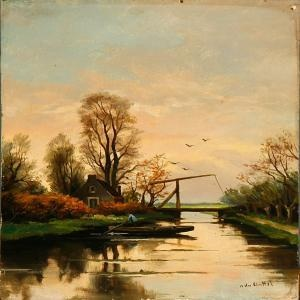
Abendstimmung
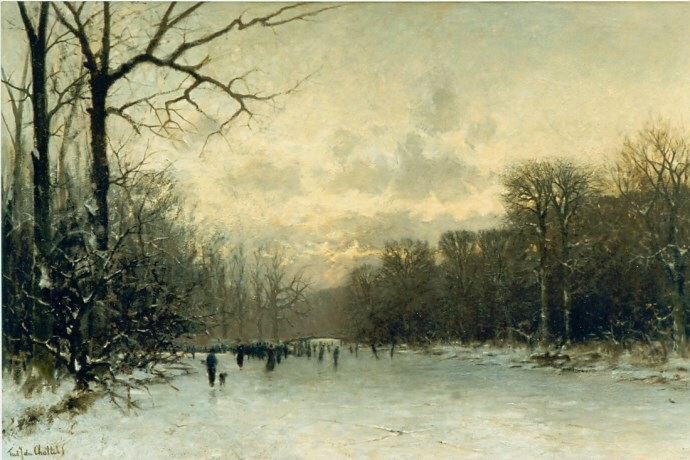
Winterlandschaft
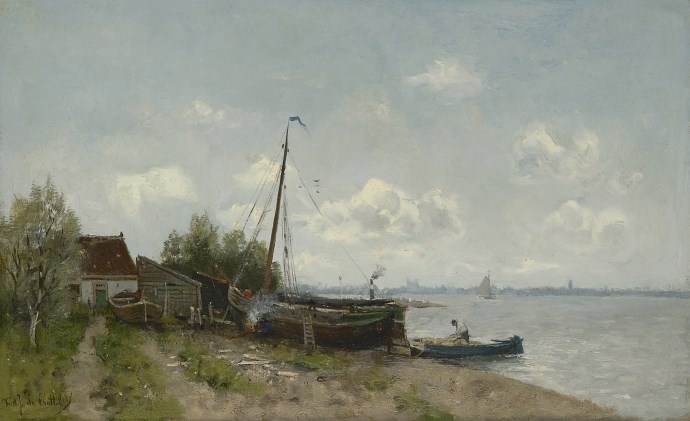
Werft am Fluss
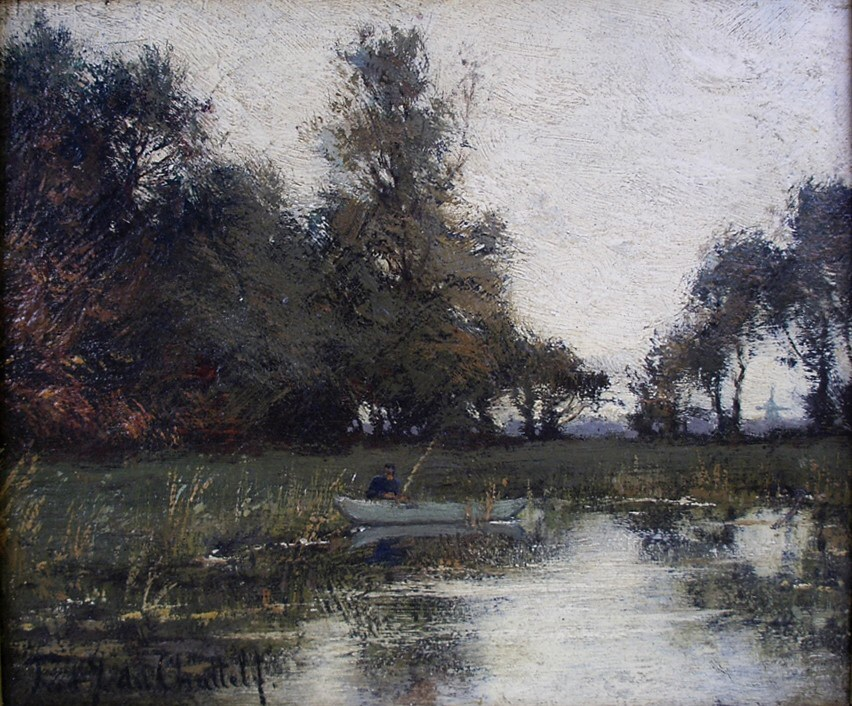
Fischer auf einem See
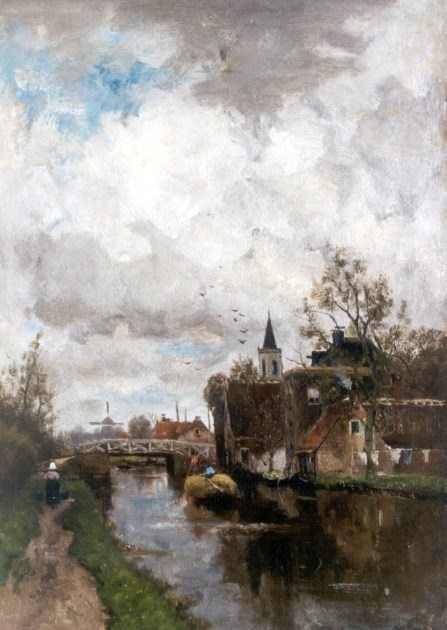
Vechtansicht im Sommer
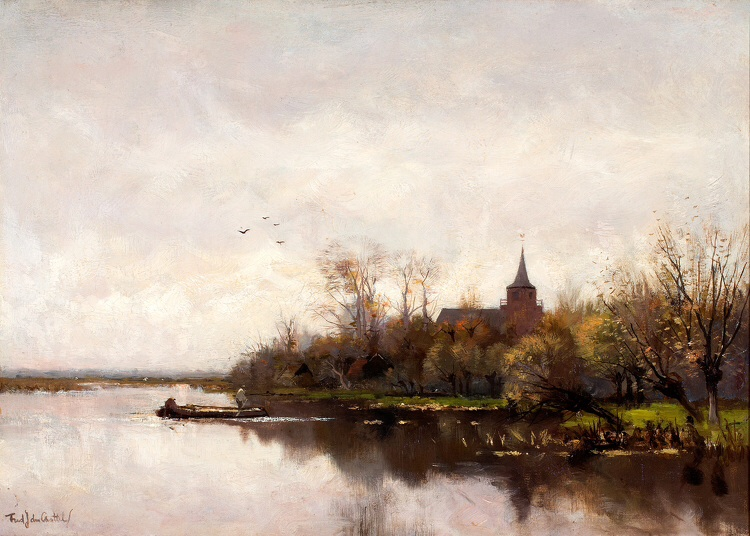
Geschützte Dorfansicht
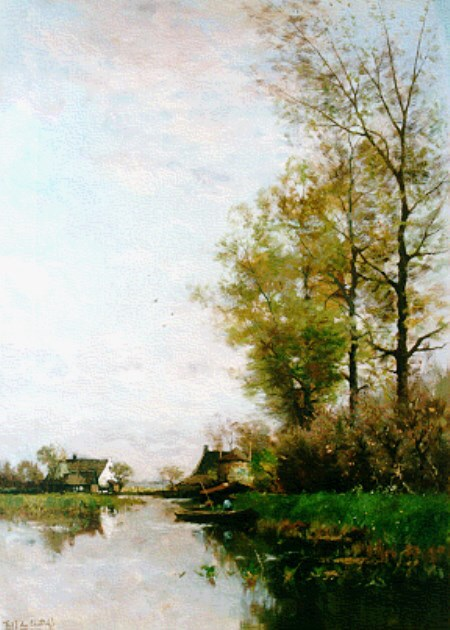
Sommerliche Flussansicht
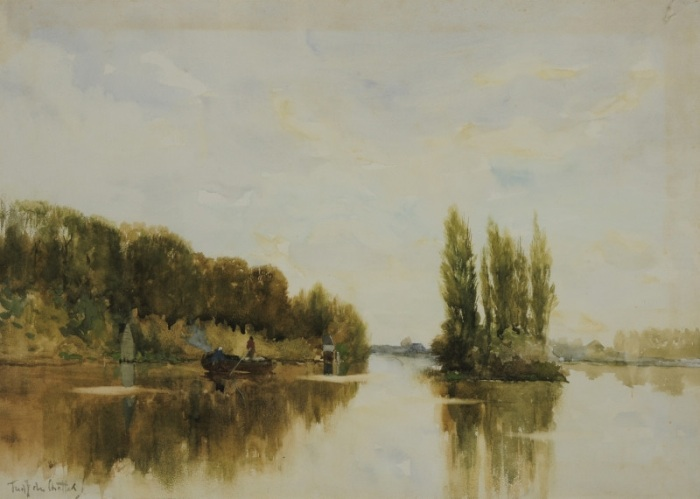
Flussansicht mit Ruderern
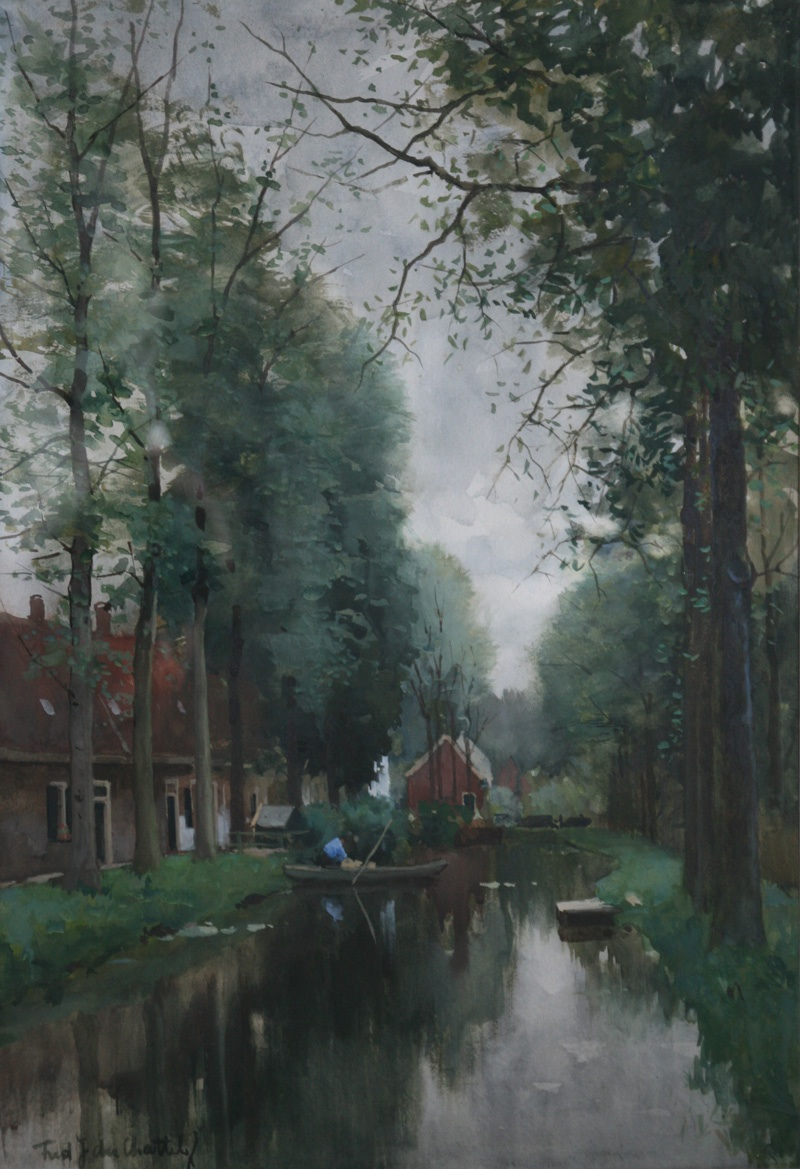
Kanal
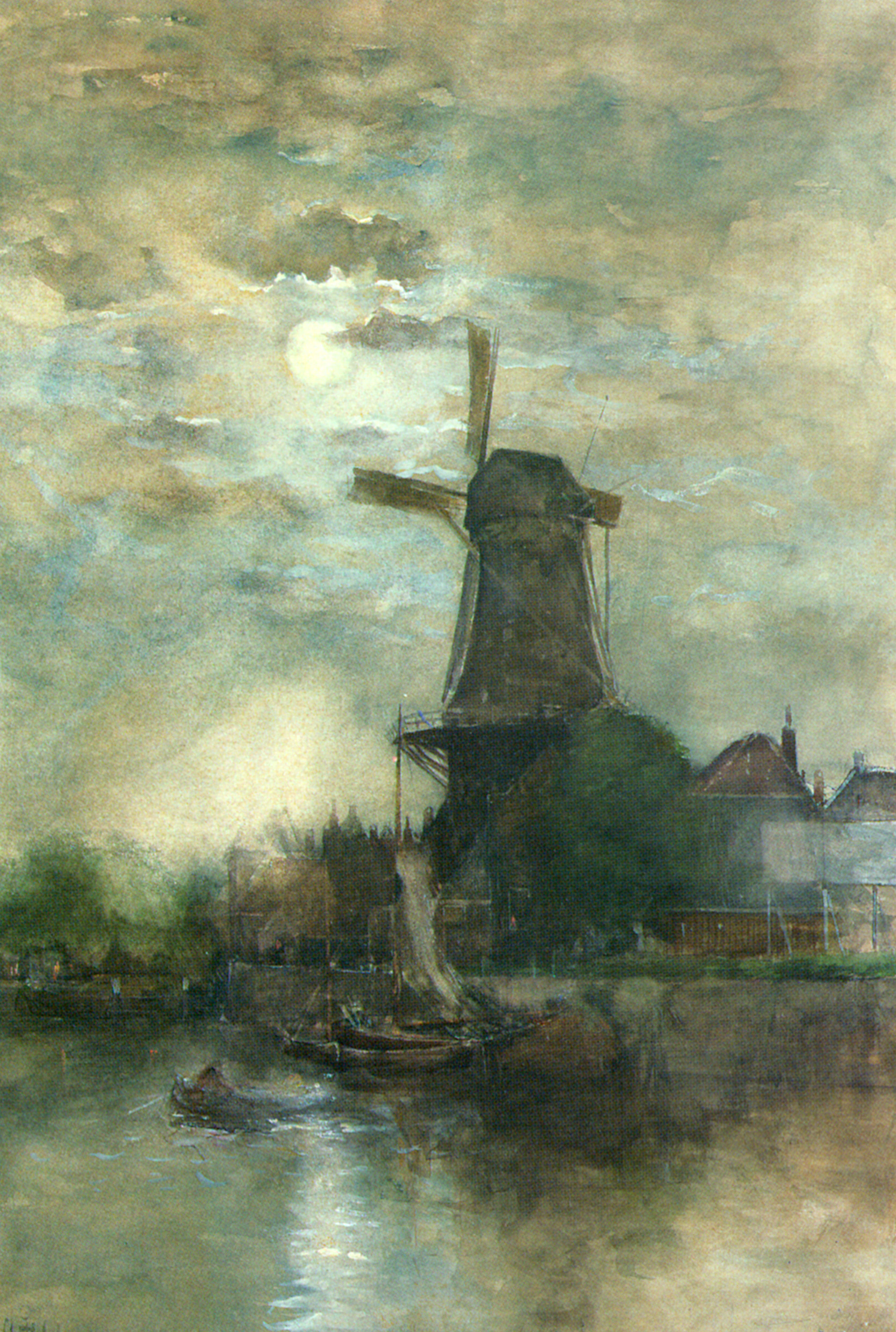
Windmühle im Mondlicht
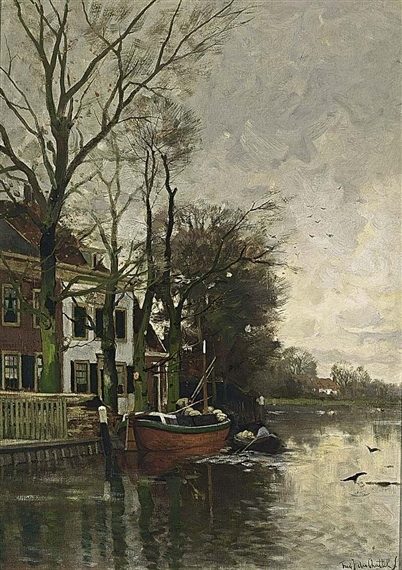
Frachtentladung am Fluss

## Auszeichnungen
- 1889: Weltausstellung, Paris
- 1890: Leopoldsorden, Belgien
- Ehrenmitglied der Société royale belge des aquarellistes

## Kunstmarkt
Kunstwerke von van Rossum du Chattel wurden bei Auktionshäusern wie Christie’s und Sotheby’s gehandelt. Das Gemälde Ein Blick auf den Hafen von Dordrecht wurde 2004 bei Sotheby’s für 20.143 Euro versteigert. 2007 wurde das Gemälde Windmühlen in einer schneebedeckten Landschaft, ebenfalls bei Sotheby’s, für 36.000 Euro versteigert.